# Mankivka, Novi Sanjarî
Mankivka (în ucraineană Маньківка) este un sat în comuna Mala Pereșcepîna din raionul Novi Sanjarî, regiunea Poltava, Ucraina.

## Demografie
Componența lingvistică a localității Mankivka
     Ucraineană (83,33%)
     Rusă (16,67%)
Conform recensământului din 2001, majoritatea populației localității Mankivka era vorbitoare de ucraineană (83,33%), existând în minoritate și vorbitori de rusă (16,67%).